# 无线电 (杂志)
《无线电》（英語：Radio Magazine or WXD Hands-on Electronics）是中国大陆的一份电子技术类杂志，由中华人民共和国工业和信息化部主管、人民邮电出版社主办，每月出版一次。《无线电》是中国大陆电子及无线电通信类报刊中创刊最早、发行量最大的科普杂志，累计发行量超过3亿册，现为中国大陆发行量最大的面向电子技术爱好者及创客的实体杂志。

## 历史
《无线电》杂志于1955年创刊。1960年6月，当年第6期出刊后，杂志第一次休刊，次年7月复刊；1967年3月，当年第1期出版后，杂志第二次休刊，直到1973年10月25日复刊。
早期《无线电》杂志以介绍无线电知识为主，“文革”期间，受“突出政治”的大环境影响，杂志也刊登了大量与无线电及电子技术毫无关系的政治类文章。现在的《无线电》杂志已成为电子技术综合杂志，不仅有无线电技术知识的介绍，还包括了大量电子制作、家电维修、电脑和单片机知识等内容。《无线电》杂志社也与美国业余无线电联盟（ARRL）协商并签订版权引进协议，获得了ARRL图书的中文版权。
目前杂志同步提供官方网站、官方微博、微信公众号等互联网信息服务以及网络试读版PDF免费下载等。